# Барт Віктор Сергійович
Віктор Сергійович Барт (8 (20) квітня 1887, с. Величаєвське, Новогригорівський повіт, Ставропольська губернія — 27 травня 1954, Москва) — живописець, графік, теоретик мистецтва. Представник російського авангардного мистецтва, учасник виставок творчого об'єднання «Бубновий валет».

## Життєпис
Віктор Барт народився у сім'ї ветеринарного лікаря.
1905 року закінчив реальне училище в Сумах. під час навчання в якому отримав такий рівень художньої підготовки, що зміг продовжити свою мистецьку освіту у престижних столичних фахових учбових закладах.
Спочатку навчався в Московському училищі живопису, скульптури та зодчества (1906—1911), з якого був виключений, за словами самого художника, «за заперечення училищної догматики й дисципліни», але отримав звання вчителя малювання. В училищі Віктор Барт познайомився з М. Ларіоновим, Н. Гончаровою, Д. Бурлюком, В. Маяковським, О. Шевченком та іншими художниками-авангардистами.
Підвищував свою майстерність у школі малювання при Товаристві заохочення художників та Вищому художньому училищі при Російській Імператорській Академії мистецтв в Санкт-Петербурзі (1911), але система навчання у цих закладах його також не задовільнила. Шукаючи себе в мистецтві, Віктор Барт працював у першій вільній колективній майстерні «Башта» під керівництвом М Ларіонова разом з Н. Гончаровою, К. Зданевичем, Л. Поповою, Н. Удальцовою.
Був одним із організаторів і учасників авангардистських виставок «Бубновий валет» (1910—1911), «Віслючий хвіст» (рос. «Ослиный хвост») (1912), «Мішень» (1913).
Займався питаннями теорії композиції в живопису.
Був учасником Першої світової війни, перебував у лавах діючої армії, воював на салонікському фронті.
У 1919—1937 рр. Віктор Барт мешкав у Франції, жив в Парижі в одному будинку з М. Ларіоновим і Н. Гончаровою. Брав участь у колективних виставках. У паризьких галереях відбулися персональні виставки художника (1921, 1925, 1929, 1931). Графічні роботи художника публікувалися на сторінках французьких журналів «Кларте» (1922—1925) та «Монд» (1928—1935).
Митець не втрачав зв'язків з Росією, був членом об'єднання московських художників «Маковець» (1921—1926), активно співпрацював з журналом тієї ж назви.
В липні 1923 р. разом з Наумом Грановським та Сонею Делоне брав участь в оформленні благочинної (на допомогу російським художникам за кордоном) вистави за п'єсою Т. Тцари «Повітряне серце» в театрі Мішель.
1936 року повернувся до СРСР, продовжував працювати над оформленням книжок, але графічна творчість художника була визнана радянською критикою «формалістичною» та «модерністською».
Помер у Москві 27 травня 1954 року.
Одна з картин Віктора Барта зберігається в Музеї Вікторії та Альберта в Лондоні.

## Творчість
В 1910-ті рр. писав експериментальні картини, використовуючи досвід різноманітних авангардистських течій.
В 1920—1930 рр. малював портрети, натюрморти, пейзажі, багатофігурні композиції алегоричного змісту
Займався графікою. Виконав ілюстрації до творів О. Пушкіна, М. Некрасова, Я. Купали.
Брав участь у оформленні павільйону СРСР на Всесвітній виставці у Парижі (1925).
Створив серію автолітографій «Москва в минулому та сучасному» (1943—1948).